# Antoni Colomé i Bosomba
Antoni Colomé i Bosomba (El Masnou, 9 d'agost de 1870 - ?, 1952) fou cantant (tenor), traductor i professor de cant d'alumnes com Mercè Plantada i Francesca Mercé. Va estudiar piano a El Masnou i Mataró, violoncel a Barcelona, i també cant i composició. Sembla que va escriure un tractat de cant que no es va publicar.
A Barcelona va actuar com a cantant en alguns concerts; entre 1902 i 1906 va participar en el Faust de Liszt (sota la direcció de M. Crickboom) i en la Tetralogia de Wagner traduïdes per Joaquim Pena i organitzada per l'Associació Wagneriana, de la qual fou fundador i membre de la primera junta directiva, amb el càrrec de comptable, l'any 1901.
El 1916 va esposar la soprano Mercè Plantada i Vicente, estudiant de l'escola de música Cultura Musical Popular (fundada per Narcisa Freixas), amb la que van tenir un fill. Des de 1915 va ser membre adjunt numerari als Jocs Florals de Barcelona i durant aquell període va fer nombroses traduccions al català d'obres de concert per a la seva muller.
Malgrat tot, el matrimoni es va acabar separant a principis de la dècada dels anys vint. Colomé va continuar exercint de professor de sopranos com Pilar Rufí, Concepció Badia i Valia Sokolova, i seguí col·laborant com a traductor amb entitats com l'Associació d'Amics de la Música de Barcelona, l'Associació de Música Da Camera i l'Associació Obrera de Concerts.